# Kickers Offenbach

Kickers Offenbach er en tysk fodboldklub fra Offenbach am Main, der i øjeblikket ligger i Regionalliga Südwest. Klubben vandt i 1970 DFB-Pokal, den tyske pokalturnering.

## Historie
Klubben blev grundlagt i 1901, da en gruppe utilfredse fodboldspillere fra etablerede klubber i området mødtes på Restaurant Rheinischer Hof i Offenbach.
I de første år var klubben med fremme i tysk fodbold, og før Bundesligaens indførelse i 1963 blev klubben vicemestre to gange. Klubben blev på trods af sine gode præstationer i årene før overset, da de 16 hold til Bundesligaen skulle udvælges. Til stor fortrydelse gik en af pladserne til nabo-rival-klubben Eintracht Frankfurt. I 1968 debuterede klubben dog i Bundesligaen, men uden succes, siden det blev til en hurtig nedrykning samme sæson. I 1970 kom klubben op igen – samme år som den vandt pokalturneringen – men igen rykkede klubben ned.
1970'erne blev et sort årti for klubben, men i 1983 rykkede klubben igen op i Bundesligaen, dog kun for en enkelt sæson. I 1985 betød økonomiske problemer nedrykning til de lavere rækker. Først i 2000 kom klubben igen i 2. Bundesliga, dog kun for en enkelt sæson. I 2005 kom klubben op igen, men i 2008 rykkede klubben ned i den netop oprettede Dritte Liga. På grunden af økonomiske problemer rykkede klubben ned til Regionalliga Süd i 2013.

## Resultater

### Titler
Tyske mesterskab
- Sølv (2): 1950, 1959

Tysk pokalvinder
- Vinder (1): 1970

## Kendte spillere
- Rudi Völler
- Dieter Müller
- Uwe Bein
- Oliver Reck
- Hermann Nuber
- Winfried Schäfer
- Sigfried Held
- Engelbert Kraus
- Erwin Kremers
- Helmut Kremers

## Danske spillere
- Lars Bastrup
- Ole Budtz